# Crast' Agüzza
La Crast' Agüzza (3.854 m s.l.m. - detta anche Cresta Aguzza) è una montagna del Massiccio del Bernina nelle Alpi Retiche occidentali. Si trova sul confine tra l'Italia (Lombardia) e la Svizzera (Canton Grigioni).

## Descrizione
La montagna è collocata tra il Pizzo Bernina ed il Piz Argient.

## Prima salita
La prima salita alla vetta è avvenuta il 17 luglio 1865 ad opera di J. J. Weilenmann, J. A. Specht, Franz Pöll e Jakob Pfitschner per la cresta ovest.